# فین استیونز
فین استیونز (انگلیسی: Fin Stevens؛ زادهٔ ۱۰ آوریل ۲۰۰۳) بازیکن فوتبال است.
وی همچنین در تیم ملی فوتبال زیر ۲۱ سال ولز بازی کرده‌است.

## دوران ملی
به دلیل پدربزرگش که در کاردیف متولد شده است، در ژانویه ۲۰۲۱ پل بودین، سرمربی تیم ملی فوتبال زیر ۲۱ سال ولز، با استیونز در مورد احتمال بازی برای تیم ملی ولز تماس گرفت. در مارس ۲۰۲۱، استیونز به تیم زیر ۲۱ سال ولز برای یک اردوی تمرینی و بازی دوستانه مقابل جمهوری ایرلند زیر ۲۱ سال دعوت شد. او ۹۰ دقیقه کامل در جریان شکست ۲–۱ را بازی کرد.